# Hot Digital Songs
Hot Digital Songs – jedna z wielu list przebojów opracowywanych regularnie przez amerykański magazyn muzyczny Billboard. Tworzona jest na podstawie cyfrowej sprzedaży singli i wraz z Billboard Hot 100 Airplay i Hot 100 Singles Sales stanowi trzy siostrzane notowania, które kształtują zestawienia Billboard Hot 100.
Poza włączeniem do Billboard Hot 100, w lutym 2005 roku, lista Hot Digital Songs zaczęła być brana pod uwagę w trakcie tworzenia kilku innych zestawień Billboard. Spowodowane było to tak dużym wzrostem zainteresowania muzyką cyfrową, że stała się ona popularniejsza od kupna muzyki w sklepach.

## Rekordy
Piosenka "Low" rapera Flo Rida w trakcie jednego tygodnia została kupiona cyfrowo 467,000 razy, ustanawiając tym samym nowy rekord, który należał do utworu "Apologize" Timbalanda, zamówionego cyfrowo w trakcie tygodnia 319 000 razy.
W porównaniu z 2006 rokiem, w 2007 roku dziewięć nowych piosenek zostało zakupionych cyfrowo ponad dwa miliony razy. Z kolei próg miliona zamówień cyfrowych w 2007 roku przekroczyło 41 piosenkek, podczas gdy w 2006 roku było ich 21, a w 2005 roku tylko dwie.